# Nakayama Miki
Miki Nakayama  (中山みき?, Nakayama Miki), nata Maegawa Miki (前川みき) (Prefettura di Nara, 1798 – Kuśināgara, 1887) è stata una religiosa giapponese nota per aver fondato la religione del Tenrikyō.

## Biografia
Nacque nel 1798 presso una famiglia contadina benestante che viveva in quella che è oggi la Prefettura di Nara. Era molto religiosa, buddista, tanto che desiderava farsi monaca, almeno fino a quando non fu costretta a sposarsi con Nakayama Zembei. Secondo le scritture tenrikiste, nel 1838, Miki all'epoca quarantenne, prese parte ad un rito esorcistico buddista durante il quale Dio le avrebbe chiesto di fare del suo corpo il Suo tempio e di entrare in lei. Miki disse che il nome di Dio era Signore della Divina Saggezza (Tenri-O-no-Mikoto), ma spesso si riferiva alla Divinità anche con il titolo di Lunasole (che suggerisce unità cosmica dei principi), o semplicemente come Dio il Genitore. Dopo la morte del marito iniziarono a diffondersi opinioni che consideravano Miki come dotata di capacità profetiche e di guarigione. Miki e la figlia Kokan attivarono una prima missione, e diedero via tutti i beni personali scegliendo una vita povera, per dedicarsi interamente alle cause spirituali. Dal 1866 al 1882, Miki trascrisse quelle che definì come le rivelazioni di Dio, tra cui il testo sacro intitolato la Punta del Pennello. Compilò anche una liturgia probabilmente provenienti dal Buddhismo giapponese, mentre le caratteristiche danze rituali furono attinte dallo shintoismo.